# Reinhold Jörke
Reinhold Jörke – as lotnictwa niemieckiego Luftstreitkräfte z 14 potwierdzonymi  zwycięstwami w I wojnie światowej.
27 lutego 1917 roku został przydzielony do dowodzonej wówczas przez porucznika Paula von Osterroht eskadry myśliwskiej Jagdstaffel 12. Pierwsze zwycięstwo odniósł 24 marca 1917 roku, do września tego  roku miał już na swoim koncie 9 potwierdzonych zwycięstw. W październiku 1917 roku został przeniesiony do Jagdstaffel 13, gdzie 21 lutego 1918 roku odniósł swoje 10 zwycięstwo. W jednostce służył do czerwca 1918 roku kiedy to został skierowany do Jagdstaffel 39, która została przeniesiona z frontu włoskiego na front zachodni. W jednostce służył do końca wojny, odnosząc w niej kolejne cztery zwycięstwa.
Powojenne losy Reinhold Jörke nie są znane.

## Odznaczenia
- Krzyż Żelazny I Klasy
- Krzyż Żelazny II Klasy